# Joahnys Argilagos
Joahnys Argilagos est un boxeur cubain né le 11 janvier 1997.

## Carrière
Sa carrière amateur est principalement marquée par deux titres de champion du monde remportés à Doha en 2015 et à Hambourg en 2017 dans la catégorie des poids mi-mouches ainsi que par une médaille d'or aux championnats panaméricains de Vargas et une médaille d'argent aux Jeux panaméricains de Toronto la même année. Il a également remporté une médaille de bronze aux jeux olympiques d'été de 2016.

### Jeux olympiques
- Médaille de bronze en -49 kg aux jeux olympiques d'été de 2016 à Rio de Janeiro, Brésil.

### Championnats du monde
- Médaille d'or en -49 kg en 2015 à Doha, Qatar.
- Médaille d'or en -49 kg en 2017 à Hambourg, Allemagne.

### Championnats panaméricains
- Médaille d'or en -49 kg en 2015 à Vargas, Venezuela.

### Jeux panaméricains
- Médaille d'or en -49 kg en 2015 à Toronto, Canada.